# David Mateos Rocha
David Mateos Rocha (Càceres, Extremadura, 7 febrer de 1985) és un futbolista espanyol que juga al Reial Oviedo de centrecampista.
Nascut a Càceres, Rocha va començar a jugar a futbol al planter del CP Cacereño, i va fer el seu debut en el seu últim any la temporada 2002-03, a Segona Divisió B. El 2005 es va traslladar al Vila-real B de Tercera Divisió, sent titular sovint.
L'11 de gener 2008, Rocha va passar al FC Cartagena de Segona B. El 15 de juliol va tornar al Cacereño, amb l'equip ara a Tercera, aconseguint l'ascens en la seva primera temporada.
El 14 juliol 2011 Rocha va fitxar per l'Albacete Balompié, després d'haver estat capità de l'equip al seu club anterior. El 26 de juny de 2013 va passar al Gimnàstic de Tarragona, també de Segona B, signant un contracte per dos anys
El 19 de juny de 2015, després d'aconseguir l'ascens a Segona Divisió amb el Nàstic, Rocha va renovar el seu vincle fins al 2018. Va fer el seu debut professional el 23 d'agost, amb un empat 2-2 a casa contra l'Albacete Balompié.